# Macrotrachela habita
Macrotrachela habita is een raderdiertjessoort uit de familie Philodinidae. De wetenschappelijke naam van deze soort is voor het eerst geldig gepubliceerd in 1894 door Bryce.